# Open the Door
Albums de Roger Hodgson
Rites of Passage
(1997) Take the Long Way Home: Live in Montreal
(2006)
Open the Door est le troisième album studio de Roger Hodgson, ancien guitariste-pianiste-chanteur de Supertramp, sorti en 2000. Il est coproduit par Alan Simon et a été enregistré dans 4 studios différents. Il est à ce jour le dernier album de chansons originales édité par l'artiste.

## Histoire
L'album présente principalement des musiciens français, dont beaucoup ont joué sur Excalibur (La Légende Des Celtes) de Alan Simon. C'est le seul album solo de Hodgson à être partiellement enregistré en dehors des États-Unis. Trevor Rabin de Yes, est à la guitare, aux claviers et aux chœurs sur la chanson The More I Look. La chanson "Showdown" a été interprétée en concert par Hodgson déjà en 1996 et elle est sortie sur son premier album live Rites Of Passage. "Death and a Zoo" et "Say Goodbye" ont aussi été interprétés live par Hodgson déjà en 1998.

## Liste des titres
Toutes les titres sont de Roger Hodgson sauf For every man qui est signé Hodgson/Alan Simon.
Album
1. Along Came Mary - 6 min 25 s
2. The More I Look - 4 min 56 s - Avec Trevor Rabin, guitare, claviers, chœurs.
3. Showdown - 5 min 19 s
4. Hungry - 4 min 27 s
5. The Garden - 2 min 15 s
6. Death And A Zoo - 7 min 32 s
7. Love Is A Thousand Times - 3 min 30 s
8. Say Goodbye - 3 min 56 s
9. Open The Door - 8 min 55 s
10. For Every Man - 4 min 43 s

Singles
1. Open The Door / Hungry / Danielle
2. Hungry / Showdown
3. Danielle (Limited Collector's Edition)

## Musiciens
- Roger Hodgson: Chant, Guitare 12-Cordes (1, 2, 7), Basse (8), Claviers (1-4, 6, 9), Harmonium (5), Piano (6), Orgue (8, 9), Clavecin (8)
- Trevor Rabin: Guitare électrique, Claviers et Chœurs sur (2)
- Dan Ar Braz : Guitare en arpège sur (10)
- Claude Samard: Banjo (3), Dobro slide (3, 4), Bouzouki (6, 7), Guitare pedal steel (7), Oud (9)
- Manuel Delgado: Guitare espagnole sur (9), Claquements de mains (9)
- Alan Thomson: Basse sur (6)
- Laurent Vernerey: Basse sur (1-5, 7, 9, 10)
- Olivier Rousseau: Piano sur (2, 3)
- Arnaud Dunoyer: Orgue Hammond sur (1, 7, 9, 10)
- Jean Louis Roques: Accordéon sur (1, 7, 10)
- Gerry Conway: Batterie (8), Percussions (1, 6)
- Jeff Phillips: Batterie sur (6)
- Loïc Pontieux: Batterie sur (1-5, 7, 9, 10)
- Denis Banarrosh: Percussions sur (1, 3-7, 9, 10)
- Jean Pierre Meneghin: Bodhrán sur (1)
- Gurvan Houdayer:  Bodhrán sur (1)
- Alan Simon: Pipeau (1, 6), Bodhrán (6), Harmonica (9)
- Christophe Negre: Saxophone sur (1, 4, 10)
- Bruno Le Rouzic: Cornemuse sur (1)
- Pascal Martin: Uilleann Pipe (Cornemuse irlandaise) sur (1, 6)
- Zdenek Rys: Hautbois sur (6)
- Michel Gaucher: Flûte (9)
- Marco Canepa: Morse code sur (1, 10)
- Jean Jacques Milteau: Harmonica sur (3)
- Dominique Regef: Rebec sur (5), vielle à roue sur (6)
- Didier Lockwood: Violon sur (3, 6, 8, 9)
- Pavel Belohlavek: Violoncelle (6)
- Martin Kumžák: Orchestrations
- Prague City Symphonic Orchestra: Cordes et cuivres (1, 2, 5, 6, 8-10)
- Mario Klemens : Directeur de l'orchestre
- Philippopolis Choir : Chœurs (8-10)
- Hristo Arabadjiev : Directeur de la chorale
- Ilana Russell, Justine Black, Molly Katwman, Sierra Dietz : Chant, Chœurs sur (10)

## Production
- Producteurs : Roger Hodgson, Alan Simon
- Alan Simon : Producteur exécutif
- Eric Chauviere, Ken Allardyce : Ingénieurs
- Tony Shepherd : Ingénieur assistant
- Juraj Durovic : Ingénieur pour les orchestrations
- Alberto Parodi : Ingénieur Pro-Tools, Italie
- Studios :
  - Studio Arpège, Les Sorinières, France
  - Église Notre-Dame-de-Bon-Port, Nantes, France
  - Studios Unicorn, Nevada City, Californie
  - Cordes enregistrées aux Studios Barrandov, Prague, République Tchèque
  - Mixé aux Studios Mulinetti, Recco, Italie
  - Master aux Studio Dyam, Paris, France
- Raphael Jonin : Master
- Marco Canepa : Mixing
- Marc Ribes : Photos
- Human Do Design : Design de la jaquette
- Mark Chaubaron : Conception de l'intérieur de la jaquette